# Urta-Bulak
Urta-Bulak ist der Name eines Gasfelds 80 km südlich der Stadt Buchara in Usbekistan. Es liegt zwischen den Gas- und Gaskondensatfeldern Dengis, Sewardi und Kokdumalak an der Grenze zu Turkmenistan.
Am 1. Dezember 1963 kam es am Bohrloch Nummer 11 bei einer Tiefe von 2409 Metern zu einem massiven Gas-Blowout, bei dem sich das austretende Gas entzündete. Die austretende Flamme erreichte eine Höhe von 70 Metern. Nachdem mehrere konservative Löschversuche gescheitert waren, wurde das Feuer im Jahr 1966 nach 1064 Tagen mittels einer unterirdischen Kernwaffenexplosion gelöscht. Der Vorschlag für diese Methode wurde vom russischen Geophysiker Michail Alexandrowitsch Sadowski erarbeitet; es handelte sich um den ersten Versuch dieser Art. Hierfür wurde ein nuklearer Sprengkopf mit einer Sprengkraft von 30 kt in einer Tiefe von 1532 Metern in ca. 35 Metern Entfernung von der ersten Bohrung gezündet. Das Feuer verlöschte in der Folge nach 23 Sekunden. Das Bohrloch wurde im Anschluss auf ca. 1000 Metern Länge mit Beton verschlossen, der Bohrlochkopf anschließend zugeschüttet. An der Oberfläche entsprach die gemessene Strahlung nach der Explosion der natürlichen Hintergrundstrahlung. Es handelte sich um den 255. sowjetischen Kernwaffentest.